# Albert Wolff (skulptör)

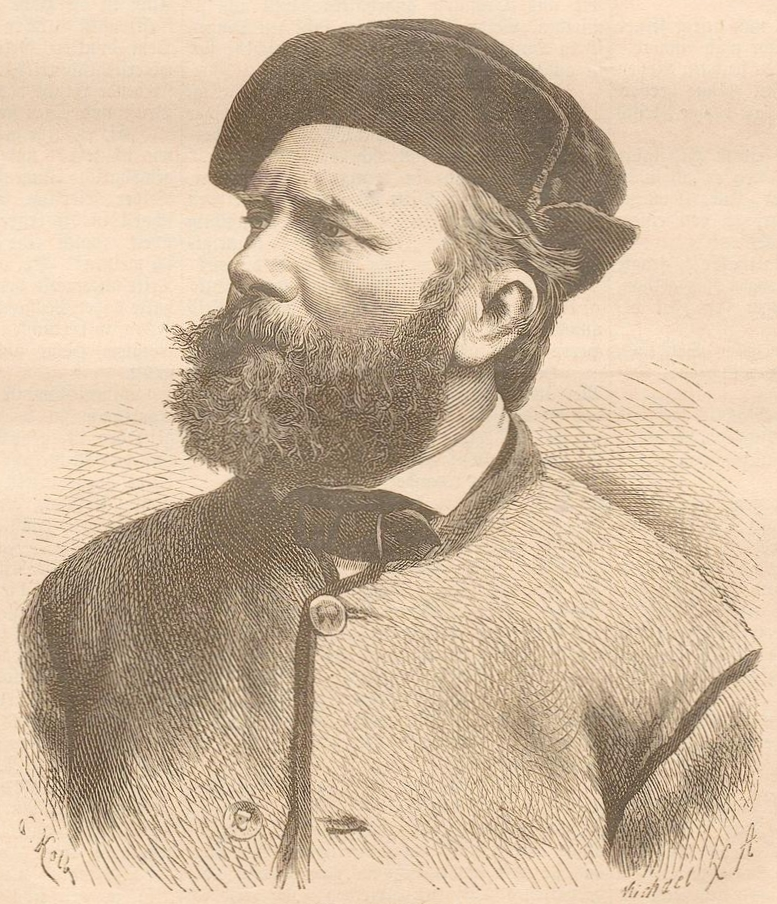
Albert Wolff.

Carl Conrad Albert Wolff, född den 14 november 1814 i Neustrelitz, död den 20 juni 1892 i Berlin, var en tysk skulptör. Han var son till Christian Philipp Wolff och far till Martin Wolff.
Albert Wolff studerade för Rauch 1831–44 samt i Italien och blev 1866 professor vid konstakademien i Berlin. Bland Albert Wolffs arbeten märks grevinnan Raczynska som Hygiæa (staty för en springbrunn i Posen), Pallas för en krigare i striden (1853, på slottsbron i Berlin), De fyra evangelisterna (i Neu-Strelitz slottskyrka), Lejondödaren (bronsgrupp på trappan till Altes Museum), ryttarstod av Ernst August (i Hannover, 1861), De fyra fakulteterna (i terrakotta, universitetet i Königsberg), Fredrik Vilhelm III:s ryttarstaty (1871, i Lustgarten, Berlin), bronsstaty av Fredrik II (1877, i kadettskolan i Lichterfelde) samt Truppernas intåg i Berlin (relief på Segermonumentet).